# Eleição municipal de Vila Velha em 2016
A eleição municipal de Vila Velha em 2016 elegeu um prefeito, um vice-prefeito e 17 vereadores no município de Vila Velha, no Espírito Santo, no Brasil.
O 1º turno aconteceu no dia 02 de outubro de 2016, colocando os candidatos Max Filho (PSDB) e Neucimar Fraga (PSD) na disputa pela prefeitura. A eleição foi decidida no 2º turno, que aconteceu no dia 30 de outubro de 2016, elegendo Max Filho para o cargo de prefeito e Jorge Carreta (PSDB) para vice-prefeito com 58.91% dos votos.
A disputa para as 17 vagas na Câmara Municipal de Vila Velha envolveu a participação de 303 candidatos. O candidato mais bem votado foi Arnaldinho Borgo (PMDB), que obteve 5,392 votos (2,47% dos votos válidos).

## Antecedentes

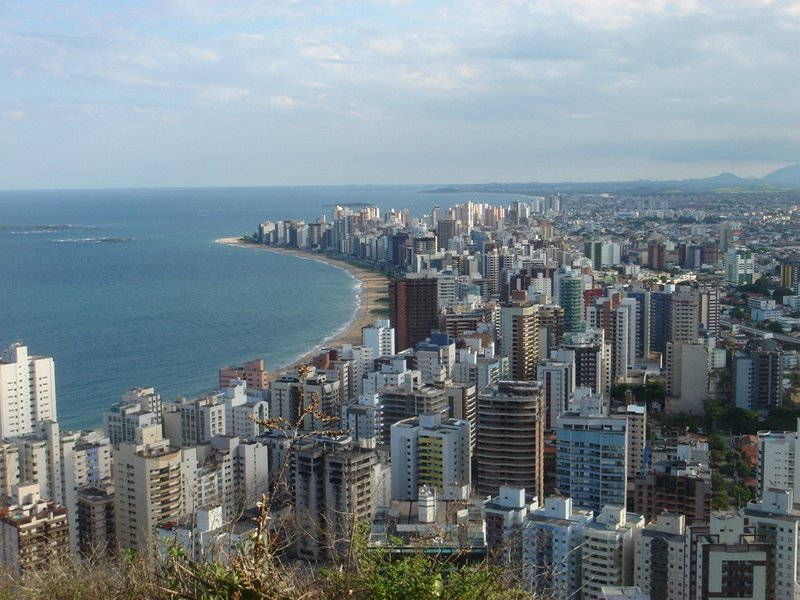
Praia da Costa em Vila Velha.

Em 2012, Rodney Miranda (DEM) foi eleito prefeito de Vila Velha com 55,63% dos votos válidos. Rodney disputou a prefeitura no segundo turno com Neucimar Fraga (PSD), que foi prefeito da cidade entre os anos de 2009 e 2012.
O prefeito eleito Max Filho foi vereador de Vila Velha aos 20 anos em 1988. Nas eleições de 2012, voltou a disputar a prefeitura mas foi derrotado. Max foi eleito prefeito de Vila Velha em 2000 e reeleito em 2004. Em 2014, tornou-se deputado federal.

## Eleitorado
Na eleição de 2016,  316.619 vila-velhenses estiveram aptos para votar. No 1º turno, 251.572 eleitores foram às urnas. No 2º turno, 239.316 votaram.

## Candidatos
Em 2016, seis candidatos disputaram o cargo de Prefeito de Vila Velha.
| Candidato(a)           | Vice                  | Partido | Coligação                                                                                 |
| ---------------------- | --------------------- | ------- | ----------------------------------------------------------------------------------------- |
| Max Filho              | Jorge Carreta         | PSDB    | "VILA VELHA NAS MÃOS DO POVO" (PSDB / PR)                                                 |
| Neucimar Fraga         | Andinho Almeida       | PSD     | "Por Amor a Vila Velha" (PSD / PV / PROS / PT do B / PHS / PMN / PSC / PC do B / PP)      |
| Rodney Miranda         | Giuliano Nader        | DEM     | "VILA VELHA DA HONESTIDADE" (SD / PRP / DEM / PMB / PSL / PTN / REDE / PRB / PMDB / PSDC) |
| Dr. Rafael Favatto     | Professor Júnior Bola | PEN     | "VILA VELHA PARA TODOS" (PDT / PPS / PSB / PEN / PTB / PTC)                               |
| Vasco Alves            | José Marcio Martins   | PPL     | "Frente Vila Velha de Participação Popular" (PT / PPL)                                    |
| Professora Liu Katrini | Papagaio              | PSOL    | "PSOL"                                                                                    |

## Campanha
Max Filho apostava em uma gestão mais próxima da população, com mais diálogos e presença no dia-a-dia dos cidadãos. Uma das propostas do candidato do PSDB foi ampliar o Programa de Saúde da Família (PSF), priorizando os atendimentos na cidade com a contratação de novas equipes.
Neucimar Fraga propôs a construção de 10 novas unidades de saúde para atender as regiões 3 e 4 de Vila Velha, além de pretender fazer cortes de cargos comissionados. O candidato também propunha o acesso livre e gratuito à internet em praças e locais públicos.

### Pesquisas
Em pesquisa divulgada no dia 20 de agosto de 2016, segundo levantamento do Instituto Futura para A GAZETA, o candidato Neucimar Fraga (PSD) liderava as intenções de voto com 29,3%. Fraga foi seguido por Max Filho (PSDB), que apareceu com 27% das intenções. A lista de preferência seguia com Rodney Miranda (DEM) em terceiro lugar, com 10,8%. Em quarto, Vasco Alves (PPL) com 6,8% e Rafael Favatto (PEN) em quinto, com 4%. Os candidatos Alan Cláudio Melo (PRTB) e Liu Katrini (PSOL) registraram 0,3%.

## Resultados

### Prefeito - 1º turno
No dia 02 de outubro, determinou-se que a eleição para a prefeitura seria decidida no segundo turno entre Max Filho (PSDB) e Neucimar Fraga (PSD).
| 1º turno 2 de outubro de 2016 | 1º turno 2 de outubro de 2016 | 1º turno 2 de outubro de 2016 | 1º turno 2 de outubro de 2016 |
| Candidato(a)                  | Vice                          | Votação                       | Votação                       |
| Candidato(a)                  | Vice                          | Total                         | Porcentagem                   |
| ----------------------------- | ----------------------------- | ----------------------------- | ----------------------------- |
| Max Filho (PSDB)              | Jorge Carreta (PSDB)          | 80 297                        | 37,80%                        |
| Neucimar Fraga (PSD)          | Andinho Almeida (PV)          | 65 745                        | 30,95%                        |
| Rodney Miranda (DEM)          | Giuliano Nader (PMDB)         | 38 513                        | 18,13%                        |
| Dr. Rafael Favatto (PEN)      | Professor Júnior Bola (PSB)   | 16 441                        | 7,74%                         |
| Vasco Alves (PPL)             | José Marcio Martins (PT)      | 7 531                         | 3,55%                         |
| Professora Liu Katrini (PSOL) | Papagaio (PSOL)               | 3 876                         | 1,82%                         |
| Total de votos válidos        | Total de votos válidos        | 212 403                       | 79,45%                        |
| → Votos em branco             | → Votos em branco             | 15 781                        | 6,27%                         |
| → Votos nulos                 | → Votos nulos                 | 23 388                        | 9,30%                         |
| Abstenções                    | Abstenções                    | 65 056                        | 20,55%                        |

### Prefeito - 2º turno
No dia 30 de outubro, Max Filho foi eleito prefeito de Vila Velha com 58,91% dos votos válidos.

#### Apoios
No dia 07 de outubro, o deputado estadual Rafael Favatto (PEN) declarou apoio ao candidato Max Filho. O atual prefeito Rodney Miranda (DEM), que ficou em terceiro lugar no 1º turno, anunciou que não apoiaria nenhum dos candidatos na disputa pela prefeitura.
| 2º turno 28 de outubro de 2012 | 2º turno 28 de outubro de 2012 | 2º turno 28 de outubro de 2012 | 2º turno 28 de outubro de 2012 |
| Candidato(a)                   | Vice                           | Votação                        | Votação                        |
| Candidato(a)                   | Vice                           | Total                          | Porcentagem                    |
| ------------------------------ | ------------------------------ | ------------------------------ | ------------------------------ |
| Max Filho (PSDB)               | Jorge Carreta (PSDB)           | 119 872                        | 58,91%                         |
| Neucimar Fraga (PSD)           | Andinho Almeida (PV)           | 83 622                         | 41,09%                         |
| Total de votos válidos         | Total de votos válidos         | 203 494                        | 75,58%                         |
| → Votos em branco              | → Votos em branco              | 12 706                         | 5,31%                          |
| → Votos nulos                  | → Votos nulos                  | 23 116                         | 9,66%                          |
| Abstenções                     | Abstenções                     | 77 312                         | 24,42%                         |

### Vereador
No dia 02 de outubro, 17 vereadores foram eleitos para compôr a Câmara Municipal de Vila Velha.
| Candidato(a)          | Partido | Votação     | Votação |
| Candidato(a)          | Partido | Porcentagem | Total   |
| --------------------- | ------- | ----------- | ------- |
| Arnaldinho Borgo      | PMDB    | 2,47%       | 5.392   |
| Ivan Carlini          | DEM     | 2,17%       | 4.726   |
| Ricardo Chiabai       | PPS     | 1,96%       | 4.268   |
| Rogerio Cardoso       | DEM     | 1,77%       | 3.863   |
| Anadelso Pereira      | PSDC    | 1,44%       | 3.135   |
| Osvaldo Maturano      | PRB     | 1,36%       | 2.969   |
| Bruno Lorenzutti      | PTN     | 1,30%       | 2.831   |
| Adeilson Horti Super  | PSD     | 1,30%       | 2.827   |
| Reginaldo Almeida     | PSC     | 1,27%       | 2.769   |
| Tia Nilma             | PRP     | 1,11%       | 2.419   |
| Valdir do Restaurante | PT do B | 1,08%       | 2.346   |
| Dona Arlete           | PSL     | 1,00%       | 2.183   |
| Mirim Montebeller     | PTN     | 1,00%       | 2.174   |
| Heliosandro           | PR      | 0,94%       | 2.053   |
| Patricia Crizanto     | PMB     | 0,92%       | 2.007   |
| Zé do Renascer        | PTC     | 0,89%       | 1.941   |
| Pm Chico Siqueira     | PHS     | 0,73%       | 1.585   |

## Análises
Analisando os dados divulgados pelo Tribunal Superior Eleitoral (TSE), Max Filho foi a preferência dos eleitores nos barros mais nobres e de classe média, enquanto Neucimar Fraga teve mais votos nos bairros mais populares.
Após a divulgação dos resultados do segundo turno, o prefeito eleito Max Filho reforçou a marca de sua gestão e mencionou a preocupação com a crise econômica. Em entrevista ao G1, o político disse: "Marca de uma gestão ética, que respeita o contribuinte, participativa, bem articulada no plano estadual e federal, que coloque o foco nas políticas públicas, sociais, na educação, saúde, segurança. Com a retomada do desenvolvimento econômico. O Brasil vai virar essa página da crise econômica e Vila Velha vai dar sua contribuição no sentido de desburocratizar a prefeitura, facilitar abertura de novos negócios estendendo um tapete vermelho para quem queira investir em Vila Velha".